# Кочи (префектура)
Кочи (на японски: 高知県, по английската Система на Хепбърн Kōchi-ken, Кочи-кен) е една от 47-те префектури на Япония. Кочи е с население от 796 196 жители (1 октомври 2005 г.) и има обща площ от 7104,87 км². Едноименният град Кочи е административният център на префектурата.